# God of War III
God of War III é um jogo eletrônico de ação e aventura e hack and slash desenvolvido pela Santa Monica Studio e publicado pela Sony Computer Entertainment (SCE). Foi lançado em 16 de março de 2010 para PlayStation 3. O jogo é o quinto da série God of War e o sétimo em ordem cronológica, sendo a continuação direta de God of War II (2007). Vagamente baseado na mitologia grega, o jogo é ambientado na Grécia Antiga com a vingança sendo o tema central. O jogador controla o protagonista e ex-God of War Kratos, depois da traição nas mãos de seu pai Zeus, rei dos deuses do Olimpo. Redignificando a Grande Guerra, Kratos sobe ao Monte Olimpo até ser abandonado pela titã Gaia. Guiado pelo espírito de Atena, Kratos luta contra monstros, deuses e Titãs em uma busca por Pandora, sem a qual ele não pode abrir a Caixa de Pandora, derrotar Zeus e acabar com o reinado dos deuses do Olimpo.
A jogabilidade é semelhante aos títulos anteriores, concentrando-se no combate baseado em combos com a arma principal do jogador — as Lâminas do Exílio — e armas secundárias adquiridas durante o jogo. O jogador usa quick time events, na qual age em uma sequência cronometrada para derrotar inimigos e chefes mais fortes. O jogador pode usar até quatro ataques mágicos e uma capacidade de aprimoramento dos poderes como opções de combate alternativas. O jogo também apresenta puzzles e elementos de plataforma. Em comparação com os títulos anteriores, God of War III oferece um sistema de magia renovada, mais inimigos na tela, novos ângulos de câmera e conteúdo para download.
God of War III foi aclamado pela crítica após o seu lançamento, com um revisor da IGN afirmando que redefine a palavra "escala" nos jogos eletrônicos. Ele foi elogiado por seus gráficos, particularmente de Kratos, que a IGN chamou de "talvez o personagem mais impressionante de todos os tempos nos videogames". O jogo recebeu vários prêmios, incluindo "Jogo Mais Antecipado de 2010" e "Melhor Jogo de PS3" na Spike Video Game Awards de 2009 e 2010, respectivamente e o prêmio "Realização Artística" na British Academy Games Awards de 2011 e pela British Academy of Film and Television Arts (BAFTA). É o segundo jogo mais vendido da série God of War e o nono jogo mais vendido da história do PlayStation 3, vendendo mais de 5,2 milhões de unidades em todo o mundo até junho de 2012. O jogo e seus antecessores foram incluídos em God of War Saga, lançado para PlayStation 3 em 28 de agosto de 2012. Em comemoração ao décimo aniversário da franquia God of War, uma versão remasterizada de God of War III, intitulada God of War III Remastered, foi lançada em 14 de julho de 2015 para PlayStation 4.

## Jogabilidade
God of War III apresenta jogabilidade semelhante ao das versões anteriores. O jogador controla Kratos em uma combinação de combate, plataformas e elementos de quebra-cabeça. As principais armas de Kratos são as Blades of Exile (Lâminas do Exílio), exceto no curto período de tempo no início quando Kratos usa as Blades of Athena (Lâminas de Atena). Novas armas incluem Claw of Hades (Garras de Hades), o Nemesis Whip (Chicote de Nemesis) e a Nemean Cestus (Punho Nemeiano). Esta última arma tem a capacidade de esmagar paredes e escudos feitos de Onix, mas tem um alcance consideravelmente menor do que a Blades of Exile. As Claws of Hades e Nemesis Whip são semelhantes aos Blades of Exile, sendo ambas utilizadas da mesma forma como ela, mas com seus próprios combos e habilidades mágicas.

### Combate

Imagem de Kratos durante um combate.

Diferentemente dos jogos anteriores da série, o uso de magia é limitado a arma que está equipada. Por exemplo, o Army of Sparta (Exército de Esparta) só está disponível para uso quando Kratos está equipado com as Blades of Exile, ou seja, cada arma tem sua própria habilidade mágica. O Golden fleece (Velo de ouro), Icarus Wings (Asas de Ícaro), e Poseidon's Trident (Tridente de Poseidon) são mantidos de God of War e God of War II. Kratos também ganha a Soul of Hades (Alma de Hades), que lhe permite nadar através do rio Estige com segurança e usar as Gates of Hyperion (Portal de Hiperion) - Vale notar que no jogo isso não é considerado como uma relíquia - A Blade of Olympus (Lâmina do Olimpo), ao invés de ser usada como uma arma regular como a Blades of Exile, é usada com a habilidade Rage of Sparta (Raiva de Esparta). O Rage of Sparta substitui o Rage of the Titans de God of War II e Rage of the Gods de God of War. Quando o Rage of Sparta é ativado, a tela tem um brilho vermelho e preto em torno dela e Kratos usa a Blade of Olympus tomando mínimo dano. A Blade of Olympus também é usada em sequências das batalhas de chefes, quando Kratos está prestes a matar um deus ou um titã. Um novo recurso para God of War III é o uso de itens. Esses itens agem de forma semelhante à magia dos jogos anteriores e, quando são usados, a barra de item se esgota. Além disso, embora o uso de itens é limitado pelo comprimento da barra de item, ela se recarrega automaticamente, o que está em contraste pesado com os jogos anteriores. Itens que Kratos usa em God of War III incluem o Bow of Apollo (Arco de Apolo), as Boots of Hermes (Botas de Hermes), e a Head of Helios (Cabeça de Hélios). Ao contrário de God of War II, quando você terminar o jogo, você não tem a opção de iniciar um novo jogo com todas as suas armas (partida bônus), pois senão várias partes do jogo poderiam ser puladas.
Combos de títulos anteriores também retornam, bem como novas combinações e, além disso, Kratos ganha a habilidade de rapidamente alternar as armas no meio da batalha, mudando de armas durante um ataque e permitindo a combinação para continuar. O número máximo de inimigos na tela foi aumentado para 50, em oposição ao máximo de 15 nos God of War anteriores. Além disso, retornam dos jogos anteriores, os Gorgon Eyes (Olhos de Górgona) e Phoenix Feathers (Penas de Fênix), agora com um visual novo, que são usados para aumentar o comprimento da barra de energia e da barra de magia, respectivamente. Além disso, Minotaur Horn (Chifre de Minotauro) foi adicionado para aumentar o comprimento da barra de itens. Ao contrário dos jogos anteriores, em que seis desses itens eram necessários para ser encontrados (cinco em Chains of Olympus), apenas três de cada nível são necessários para ser aumentada as suas respectivas barras. Esses itens também são colocados em uma caixa de diferente estilo, ao contrário dos jogos anteriores, em que esses itens foram colocados em baús semelhantes a todos os outros, exceto por terem uma cor brilhante. Durante a luta contra o Leviatã, a câmera se posiciona longe da sequência de luta, no entanto, o jogador ainda pode controlar Kratos quando a câmera está se movendo para uma nova posição para as sequências de luta. Esta luta pode ser vista no fim do trailer Vengeance. O mini-game de sexo também retorna a partir de versões anteriores, mas neste jogo, fará uma ligação real com a história. Neste jogo, Kratos dorme com a deusa Afrodite. Também deve ser notado que Afrodite é a única deusa no jogo que Kratos não mata.
O diretor do jogo, Stig Asmussen, alegou que os recursos de hardware do PlayStation 3 permitem maior flexibilidade na criação de personagens de God of War III e maior interação com o cenário. Christer Ericson da SCE Santa Monica Studios tinha anunciado previamente que God of War III tem carga contínua, ou seja, não existem telas de carregamento e nenhuma exigência de instalação de HDD. O jogo apresenta 36 troféus, que após obter o troféu de platina, os jogadores estão ligados ao site www.spartansstandtall.com. Em 4 de maio de 2010, foi revelado que este site foi um teaser para o segundo título para PSP da franquia, God of War: Ghost of Sparta.

## Enredo
God of War III se inicia imediatamente no final de God of War II, com Kratos sobre Gaia e os outros titãs escalando o Monte Olimpo em encontro aos deuses. No topo da montanha, Zeus, Poseidon, Hades, Hermes e Hélio se preparam para a batalha. Kratos em seguida aparece fazendo seu caminho passando pelo braço direito de Gaia, quando um Hipocampo aparece e começa a atacar Kratos. Depois da batalha, Poseidon aparece em sua forma aquática. Depois de enfraquecê-lo brutalmente, Kratos tira Poseidon de dentro de sua "armadura aquática" e começa a espancá-lo, consequentemente matando-o e gerando uma inundação enorme que engole o mundo em água, fazendo com que apenas pudesse se ver pequenas partes das montanhas de alto relevo que ali ficavam, inclusive o próprio Monte Olimpo. Mais tarde, Kratos e Gaia chegam ao topo do Monte Olimpo e encontram com Zeus. Depois de uma conversa entre pai e filho, acabam sendo derrubados do Monte Olimpo por um raio dele. Após ambos serem jogados para trás, Gaia tenta se segurar ao Monte Olimpo, mas acaba fazendo com que Kratos não consiga se segurar nela. Gaia diz que não pode ajudá-lo e explica para Kratos que, se ela ajudá-lo, ambos iriam cair. Ela fala que a guerra dos titãs com os deuses é mais importante que a vingança de Kratos, e que ele fora um mísero peão para essa luta. Após isso, ele cai do Monte Olimpo, enquanto Gaia continua tentando se segurar.
Durante a queda, Kratos e a Blade of Olympus (Lâmina do Olimpo) são separados, com Kratos caindo no rio Estige. Ele nada até a margem, mas conforme vai se aproximando da borda, as almas do submundo tiram suas forças, deixando as Athena's Blades (Lâminas de Atena) completamente inutilizáveis. Emergindo do rio, Kratos encontra o espírito de Atena, que lhe dá as Blades of Exile (Lâminas do Exílio), em troca de sua confiança. Mais tarde, Kratos recupera a Blade of Olympus (Lâmina do Olimpo) e com Atena mais uma vez para guiá-lo, sai em busca da Chama do Olimpo, na qual Atena disse que era de onde os olimpianos tiravam a força deles. Emergindo do submundo, depois de matar Hades e roubar sua alma, e consequentemente liberando todas as almas que o submundo guardava, Kratos encontra Gaia, a causadora de sua queda, tentando voltar à guerra no Monte Olimpo. Com raiva por ela negar sua vingança contra Zeus, Kratos corta a mão dela fora, fazendo-a cair.
Durante o caminho, Kratos elimina Hélios, o deus covarde. Ele havia dito que para Kratos conseguir o poder da Chama do Olimpo, ele deveria entrar na chama. Porém, logo Kratos lembrou-se que quem apenas tocasse a chama morreria, e, com uma investida violenta, arranca a cabeça do deus ainda vivo, que em consequência de sua morte, acaba fazendo com que a lua ficasse na frente do sol, causando um eclipse permanente e envolvendo o mundo numa tempestade e escuridão eterna. Após uma longa jornada, ele descobre que a Flame of Olympus (Chama do Olimpo) estava guardando a Caixa de Pandora, que continuou a existir depois do seu encontro com Ares. Seu conteúdo é dito ainda ser capaz de matar um deus, Atena explica para ele que a única maneira de extrair a Flame of Olympus (Chama do Olimpo) é achar Pandora, que é a chave para extrair a Chama e possibilitar que a caixa seja aberta novamente. Mais a frente ele derrota Hermes, que zombava dele chamando-o de lerdo, por possuir super velocidade em suas botas aladas. Ao conseguir alcançar Hermes, Kratos arranca-lhe as pernas com as Lâminas do Exílio e consegue para si mesmo as botas aladas de Hermes. Com a morte do deus, libera-se uma praga que envolve todo o resto da humanidade que sobreviveu as inundações e a outras calamidades. Em seguida ele encontra seu meio-irmão, Hércules, Kratos o mata, socando-lhe a face com as Nemean Cestus (Punho Nemeiano); seu rosto fica irreconhecível. Quando Hefesto descobre os planos de Kratos de encontrar Pandora, ele sugere que Kratos vá para o Tártaro em busca da Omphalos Stone (Pedra de Onfalos), para que Hefesto pudesse criar uma arma digna de um Deus da Guerra. Sendo que na verdade sua intenção era matar Kratos para que ele não chegasse a encontrar Pandora, mas Kratos não sabia que em sua ida até lá, teria de encontrar com Cronos, seu avô (que está furioso por achar que Kratos havia matado Gaia) e matá-lo, sem comentar o fato de que a pedra estava dentro do próprio titã. Depois de matar Cronos, e entregar a pedra a Hefesto, assim, Kratos recebe a Nemesis Whip (Chicote de Nemesis), e Hefesto tenta matá-lo logo após dar a arma, numa tentativa de salvar Pandora, sua "filha". Porém, Kratos consegue escapar do ataque de Hefesto e acaba o matando. Kratos anda por diversos lugares, indo e voltando por vários locais, viajando pelas Chains of Balance, correntes que ligam o Monte Olimpo e o submundo, e acaba encontrando Pandora, dentro do Labirinto. O labirinto foi uma construção de Dédalo, Zeus fez com que ele construísse esse labirinto para guardar Pandora lá dentro, como se fosse um objeto a ser ocultado e excluído de todo o mundo. Depois de se libertar do Labirinto, junto com Pandora, Kratos desce ao submundo para quebrar as Chains of Balance e possibilitar que ele suba novamente ao Monte Olimpo e traga o Labirinto para lá.
Kratos e Pandora se encontram em um salão onde está a Caixa de Pandora. Lá, eles encontram Zeus. Kratos o ataca e começa a primeira parte da batalha final do jogo. Depois de Kratos derrubar Zeus, Pandora sacrifica-se para abrir a Caixa de Pandora contra a vontade de Kratos, que a esta hora não queria perder Pandora, numa tentativa de reinstituir a família que ele tinha perdido. Ele abre a caixa, só para descobrir que ela estava vazia. Furioso, Kratos reencontra Zeus em um local nas proximidades, onde novamente se envolvem em uma batalha. No meio da batalha, Gaia emerge e, furiosa, The reign of Olympus ends now! (O reinado do Olimpo termina agora!) decide esmagar ambos, pelo fato de que ela considerava que Kratos que tinha traído os titãs. Para evitar seu ataque, eles pulam dentro de Gaia através de um buraco perto de seu pescoço. Dentro de Gaia, Kratos e Zeus começam a batalhar, dando início a segunda parte da batalha final do jogo. Terminando com Kratos transpassando tanto Zeus quanto o coração de Gaia com a Blade of Olympus (Lâmina do Olimpo), destruindo a titã com Zeus junto. Aparentemente morto, Zeus libera seu espírito para atacar Kratos, deixando-o desarmado. O espírito de Zeus então, possuído pelo medo que corrompeu ele após a Caixa de Pandora ter sido aberta pela primeira vez, tenta fazer com que o medo entre na mente de Kratos, e o jogo nos leva em uma breve viagem a mente de Kratos. Lá, ele finalmente encontra uma maneira de se redimir por suas falhas, perdoando a si mesmo por seus pecados passados, e aprende que a esperança é a sua arma mais poderosa. Voltando a si, Kratos acorda, luta, tortura, e finalmente destrói o espírito de Zeus, matando o Deus dos Deuses. e assim, liberando o Caos Absoluto sobre todo o Universo.

Kratos, o personagem principal do jogo.

O espírito de Atena aparece, exigindo a Kratos o poder que tirou da Caixa de Pandora. Ele responde que estava vazia, o que Atena não acredita. Mas então ela explica que, quando Zeus prendeu todos os males do mundo dentro da caixa, ela temia o que poderia acontecer caso ela viesse a ser aberta, e colocou o maior poder do universo dentro da caixa, a esperança. Ela então percebe que, quando Kratos abriu a caixa ao derrotar Ares, o mal escapou e contaminou os deuses, enquanto que Kratos ficou com a Esperança, o poder que Atena havia colocado dentro da caixa. Atena novamente pede a Kratos seu poder de volta, acreditando que ela saberia a melhor forma de usá-lo para reconstruir o mundo. Dizendo que iria fazer uma mensagem para todo plano terrestre. Kratos duvida muito que a suposta mensagem que Atena daria ao mundo fosse resolver algo. Àquela altura, um eclipse eterno fazia o mundo em completa trevas, os mares estavam cobrindo tudo, as plantações mortas, todos os humanos infectados por pragas. Ao invés de devolver a Esperança, Kratos "tira a própria vida" com a Blade of Olympus (Lâmina do Olimpo), liberando a energia para toda a humanidade a usar. Enfurecida, Atena pensa que o mundo não vai saber o que fazer com a esperança, e sai do local esvaecendo aos poucos. No chão, uma poça de seu próprio sangue, Kratos ainda tem lenta respiração. E devagar, a câmera vai saindo do local e escurecendo, dando início aos créditos do jogo.
No final dos créditos, há uma pequena cena, onde Kratos já não está mais no local onde ele caiu, revelando ter uma marca na pedra com formato de fênix, ao lado do Blade of Olympus (Lâmina do Olimpo), e apenas dá para se notar um pequeno rastro de sangue indo em direção a borda do abismo.

## Recepção

### Crítica
God of War III foi aclamado pela crítica especializada, recebendo pontuações agregadas de 92,84% pelo GameRankings e 92 de 100 pelo Metacritic, que descrevem sua pontuação como "aclamação universal". Adam Sessler da X-Play disse que o jogo "termina a trilogia em uma nota excepcionalmente alta", e "combina todos os seus melhores atributos em uma experiência estelar". Chris Roper, da IGN, disse que God of War III "praticamente redefine" a escala em videogames, destacando o tamanho dos Titãs como "maiores que os níveis inteiros em outros jogos". Mike Jackson da PlayStation Official Magazine - UK chamou-lhe como o maior jogo God of War ainda; se fosse o último jogo da série, dizendo: "God of War III dá ao herói mais difícil do PlayStation a despedida que merece".
Matt Leone da 1UP, deu ao jogo uma nota A, e disse que "a jogabilidade tem variedades... Você aparentemente vê, adquire e participa de algo novo em cada esquina". De acordo com Leone, cada arma "adiciona muita profundidade ao sistema de combate". Christian Donlan, da Eurogamer, disse que "o sistema de combate, o fluxo nivelado e o ritmo dos chefões e puzzles permanecem praticamente intocados. Mas tudo é maior e mais elaborado". Ele elogiou a acessibilidade das armas, dizendo que é fácil alternar rapidamente entre elas. De acordo com Tom McShea da GameSpot, o combate e a escala "foram impulsionados mais do que nunca... criando uma experiência tão focada e explosivamente divertida que é ainda mais difícil de esquecer". McShea observou que, independentemente da repetição, "a brutalidade do combate é um dos aspectos mais satisfatórios de God of War III". Joe Juba da Game Informer chamou God of War III de "visceral" e "brutal", e Kratos como "o rei indiscutível do gênero".
Seu enredo recebeu críticas mistas. A GameTrailers disse que o enredo de God of War III faz a mitologia grega mais interessante. Phil Hornshaw, da GameFront, disse que tinha um antagonista excessivamente cruel, e o jogo assumiu que os jogadores se deleitavam com a miséria e violência tanto quanto Kratos fez. De acordo com Donlan, a história é tão simples quanto possível. McShea disse que, apesar de não pegar até o final, "se torna poderoso e se move de formas inesperadas, chegando a uma conclusão emocionante que toca com sucesso em muitas emoções diferentes e fornece um encerramento para este conto épico". Juba, por outro lado, considerou que o enredo "não tem nenhuma revelação ou evolução de destaque".
Jackson chamou os gráficos de God of War III tão bons quanto (se não melhor que) em Killzone 2 e Uncharted 2: Among Thieves. De acordo com Juba, o "trabalho de câmera cinematográfica [é] ainda mais impressionante do que os feitos da Naughty Dog com Uncharted 2". Roper disse: "God of War III apresenta alguns dos visuais mais impressionantes que eu já vi em um jogo. Kratos, em particular, parece fenomenal, e é talvez o personagem mais impressionante de todos os tempos em videogames." De acordo com a GameTrailers, "os níveis são habilmente projetados" e a escala do jogo é a conquista visual mais marcante.

## Demo na E3 2009
Na E3 de 2009, o jogo apareceu novamente. Dessa vez, os seus produtores apresentaram uma demo do jogo. A demo não foi jogada por completo, porém já pode ser vista muita coisa.
Na demo, Kratos, com a ajuda do Titã Perses, derruba e mata (arrancando a cabeça) do deus Hélios (deus do Sol, na mitologia grega), apresentando muitas novidades do novo jogo.
Nesta pequena demo, Kratos ainda usa as Athena's Blades (Lâminas de Atena, tradução livre), lâminas já conhecidas e que viraram uma marca registrada de Kratos; a Nemean Cestus (Punho Nemeiano, tradução livre), duas luvas em forma de cabeça de leão; a Apolo's Bow (Arco de Apolo, tradução livre), um arco que solta flechas de fogo, que atravessam inimigos; e Helio's Head (Cabeça de Hélios, tradução livre), que é a cabeça recém arrancada do deus do Sol, que serve para iluminar a escuridão, e durante algum tempo, cegar inimigos, fazendo com que eles fiquem parados (efeito próximo da cabeça da Medusa e a cabeça da Euríale). No jogo, também é visto o Golden Fleece (Velo de Ouro, tradução livre), e as Icarus Wings (Asas de Ícaro, tradução livre), ambas vindas de God of War II e também, finalmente, as Nemesis Whip's (Chicote de Nemesis, tradução livre), que apresentam-se como duas lâminas elétricas com um poder parecido com o Crono's Rage do God of War II. Agora em God of War III Kratos usa o Rage of Sparta (Raiva de Sparta, tradução livre) Onde Kratos invoca a Blade of Olympus (Lâmina do Olimpo, tradução livre). Na nova jogabilidade, também é apresentado o Ram (Trombar), movimento no qual você usa um inimigo para correr e trombar com outros, Ride (Se transportar, tradução livre), onde você pode controlar uma harpia ou um ciclope para voar/atacar e, neste jogo, Kratos ganha a habilidade de 'domar' certas criaturas, como os ciclopes, e usa-los para atacar outros inimigos, antes de mata-los.
Na demo, nota-se que a qualidade gráfica está muitas vezes melhor que em God of War II. Também pode ser conferido que em God of War III, o design das orbs foi mudado. Não foi mais adotado o formato de God of War e God of War II, mas sim o de God of War: Chains of Olympus, ou seja, pequenas bolinhas sem cauda. Foram apresentados também novas criaturas, como a readoção e reformulção dos centauros, e a quimera. As harpias, ciclopes e soldados zumbis foram refeitos. E agora esse jogo tem um intro mostrando toda história de Kratos, desde que ele vira servo de Ares até matar Atena e ir atrás de Zeus.

## Prêmios
God of War III foi premiado, em 2009, na Spike Video Game Awards como o "Jogo mais esperado de 2010" e pela GameTrailers o "Diamond Award GameTrailers", pelo jogo ter superado dez milhões de visualizações. No Spike Video Game Awards de 2010, God of War III foi premiado como "Melhor Jogo para PS3" e "Melhor Gráfico", com o personagem Kratos, ganhou o "Biggest Badass". O jogo também foi indicada para "Jogo do Ano", "Melhor Jogo de Ação", "Melhor Trilha Sonora Original" e "Personagem do Ano". A PS3 Attitude concedeu ao jogo o prêmio de "Jogo do ano".
Outros prêmios incluem "Melhor Jogo de Ação/Aventura" (Game Trailers), "Melhor Jogo de Ação" (GameSpy), "Melhor Jogo de PS3" (Game Revolution) e de "Melhor Jogo Exclusivo de PS3" (Shacknews).